# Chukok
Chukok (hebräisch חוּקוֹק Chūqōq) ist ein im Jahre 1945 gegründeter Kibbuz in Nordisrael, der nach einem biblischen Ort in Nordisrael (Josua 19,34) benannt wurde. Es liegt bei der angeblichen Begräbnisstätte des Propheten Chavaquq (חֲבַקּוּק). 2018 hatte der Kibbuz 587 Einwohner.